# Stâncile Tătarului, Munții Călimani
Stâncile Tătarului este o arie protejată de interes național ce corespunde categoriei a IV-a IUCN (rezervație naturală de tip peisagistic), situată în nord-estul Transilvaniei, pe teritoriul județului Bistrița-Năsăud.

## Localizare
Aria naturală se află în extremitatea estică a județului Bistrița-Năsăud (în apropierea limitei de graniță cu județul Mureș, pe teritoriul administrativ al comunei Bistrița Bârgăului, în partea nord-vestică a Munților Călimani (grupă muntoasă aparținând lanțului carpatic al Orientalilor).

## Descriere

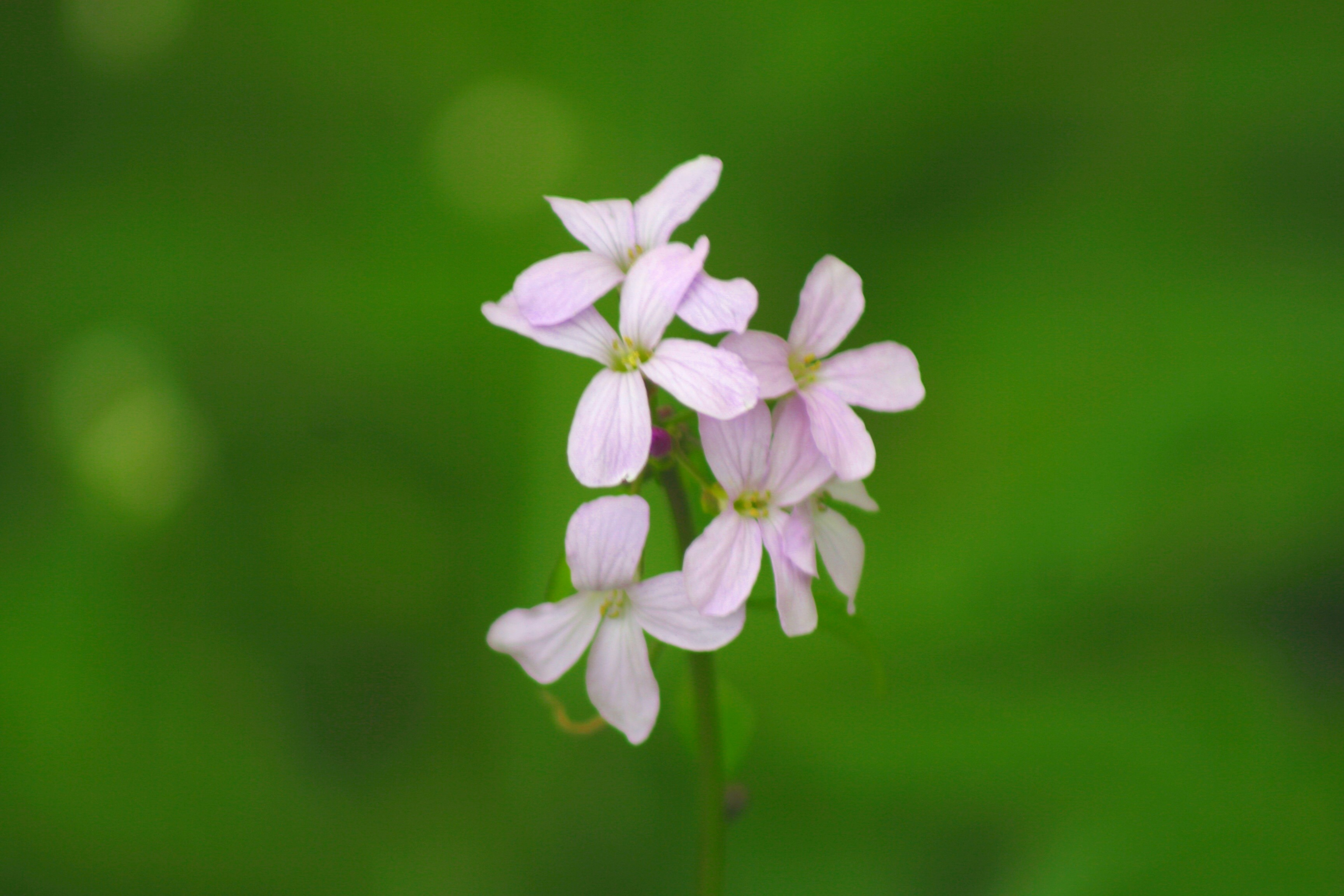
Colţişor (Dentaria bulbifera)

Rezervația naturală a fost declarată arie protejată prin Legea Nr.5 din 6 martie 2000 (privind aprobarea Planului de amenajare a teritoriului național - Secțiunea a III-a - zone protejate, publicată în Monitorul Oficial al României, Nr.152 din 12 aprilie 2000) și se întinde pe o suprafață de 25 de hectare. Aceasta este inclusă în situl de importanță comunitară Cușma.
Zona Cheile Tătarului (cunoscută și sub denumirea de Pietrele Tătarcii) reprezintă o arie naturală cu un relief diversificat alcătuit din stâncării, abrupturi și poiene; ce conferă locului un pitoresc aparte. Versanții sunt acoperiți în mare parte cu  pădure de foioase (întreruptă pe alocuri de formațiuni erozionale) în amestec cu molid (Picea abies). La nivelul ierburilor sunt întâlnite mai multe rarități floristice; printre care: colțișor (Dentaria bulbifera), cupa-vacii (Linnaea borealis), mălaiul cucului (Luzula pallescens), mierluță (Minuartia verna), poroinic (Orchis ustulata) sau darie (Pedicularis exaltata); specii protejate la nivel european prin Directiva CE 92/43/CE din 21 mai 1992 (privind conservarea habitatelor naturale și a speciilor de faună și floră sălbatică).

## Atracții turistice
În vecinătatea rezervației naturale se află mai multe obiective de interes turistic (lăcașuri de cult, monumente istorice, arii protejate, zone naturale), astfel:
- Biserica ortodoxă din satul Bistrița Bârgăului construită în stil neobizantin în anul 1923.
- Casă țărănească în satul Bistrița Bărgăului (Str. Bridireasa nr.169), construcție secolul al XIX-lea, monument istoric.
- Ariile protejate Tăul Zânelor (25 ha), Valea Repedea (22 ha), Cheile Bistriței Ardelene (50 ha).